# Hardt (Much)
Hardt ist ein Ortsteil der Gemeinde Much im Rhein-Sieg-Kreis. Eine frühere Schreibweise ist Harth. 

## Lage
Hardt liegt auf den Hängen des Bergischen Landes. Nördlich liegt Hirtsiefen, östlich Feld.

## Einwohner
1901 hatte das Gehöft 15 Einwohner. Hier lebten damals die Ackerer Heinrich Wilhelm Fielenbach, Gerhard Gräfrath, Heinrich Krämer, Witwe J. M. Krimmel und C. Sommerhäuser.